# Santarém (tỉnh)
Tỉnh Santarém (phát âm tiếng Bồ Đào Nha: [sɐ̃tɐˈɾɐ̃j], tiếng Bồ Đào Nha: Distrito de Santarém) là một tỉnh của Bồ Đào Nha. Thủ phủ tỉnh đóng tại thành phố Santarém.

## Các khu tự quản
Tỉnh gồm 21 khu tự quản:
- Abrantes
- Alcanena
- Almeirim
- Alpiarça
- Benavente
- Cartaxo
- Chamusca
- Constância
- Coruche
- Entroncamento
- Ferreira do Zêzere
- Golegã
- Mação
- Ourém
- Rio Maior
- Salvaterra de Magos
- Santarém
- Sardoal
- Tomar
- Torres Novas
- Vila Nova da Barquinha

Bản mẫu:Khu tự quản của tỉnh Santarém